# Aureo Lopes
Aureo Lopes – piłkarz z Wysp Świętego Tomasza i Książęcej grający na pozycji pomocnika, reprezentant kraju na arenie międzynarodowej.
Podczas eliminacji do Mistrzostw Świata w 2002 roku, Lopes reprezentował swój kraj w dwóch spotkaniach; w pierwszym z nich, jego reprezentacja pokonała 2-0 drużynę Sierra Leone, a Lopes grał w podstawowym składzie. W meczu rewanżowym, Sierra Leone pokonała reprezentację Wysp Świętego Tomasza i Książęcej 4-0; w tym meczu, Lopes także grał w podstawowym składzie, ponadto w 37. minucie, zawodnik ten dostał upomnienie w postaci żółtej kartki. W dwumeczu reprezentanci Sierra Leone okazali się lepsi i to oni zakwalifikowali się do następnej fazy eliminacji.